# Результат интеллектуальной деятельности
Результа́т интеллектуа́льной де́ятельности (РИД) — правовой термин, подлежащий использованию нематериальный коммерческий продукт.
Результаты интеллектуальной деятельности, которым в соответствии с действующим законодательством предоставляется правовая охрана, являются объектами интеллектуальной собственности. Правовая охрана таких объектов построена на принципе предоставления исключительных прав на эти объекты. Исключительным правом является право лица на использование охраняемых объектов по своему усмотрению, включая право запретить использование указанных объектов другим лицам, если такое использование не нарушает прав других правообладателей.
Результаты интеллектуальной деятельности, правовая охрана которым не предоставлена, относятся к неохраняемым интеллектуальным продуктам.
Согласно Гражданскому кодексу Российской Федерации, результатами интеллектуальной деятельности и приравненными к ним средствами индивидуализации юридических лиц, товаров, работ, услуг и предприятий, которым предоставляется правовая охрана (интеллектуальной собственностью), являются произведения науки, литературы и искусства; компьютерные программы и базы данных; фонограммы; изобретения, полезные модели и промышленные образцы; селекционные достижения; топологии интегральных микросхем; ноу-хау; фирменные наименования, товарные знаки, знаки обслуживания и коммерческие обозначения.

## Объектыинтеллектуальной собственности
В рамках охраны интеллектуальной собственности выделяются права на объекты интеллектуальной промышленной собственности, объекты, объединяющие охраняемые и неохраняемые РИД, объекты авторского права и смежных прав, а также права на средства индивидуализации.
Правовая охрана объектов интеллектуальной промышленной собственности возникает вследствие осуществления процедуры закрепления прав. Правовая охрана объектов, относящихся к другим видам прав, возникает в силу самого факта создания активов и государственная регистрация прав на них может осуществляться в добровольном порядке.
Для объектов интеллектуальной промышленной собственности существуют два способа закрепления прав на данные объекты:
- открытый — путём оформления патента;
- закрытый — путём охраны секретов производства (ноу-хау) в режиме коммерческой тайны.

Выбор в пользу того или иного способа правовой охраны обусловливается возможностью получения максимальной коммерческой выгоды конкретным правообладателем.
Объекты интеллектуальной собственности отражаются в бухгалтерском учёте организации в составе внеоборотных активов в соответствии с требованиями положения по бухгалтерскому учёту ПБУ 14/2007 «Учет нематериальных активов».

## Неохраняемый интеллектуальный продукт
Неохраняемым интеллектуальным продуктом является результат интеллектуальной деятельности, который:
- подлежит правовой охране, но не защищен правоустанавливающими документами, оформленными в установленном законодательством порядке;
- не подлежит правовой охране в соответствии с нормами действующего законодательства.

Результаты интеллектуальной деятельности, относящиеся к неохраняемым интеллектуальным продуктам, отражаются в бухгалтерском учёте организации в составе внеоборотных активов в соответствии с требованиями положения по бухгалтерскому учёту ПБУ 17/02 «Учет расходов на научно-исследовательские, опытно-конструкторские и технологические работы».

## Отрицательный результат интеллектуальной деятельности
Вследствие творческого характера интеллектуальной деятельности её результат может быть отрицательным. Под отрицательным результатом понимают результат, возникший по не зависящим от исполнителя обстоятельствам и который в дальнейшем не может быть использован для извлечения экономических выгод. Кроме того, данный результат не является решением поставленной задачи исходя из существующего уровня развития науки и техники.
Получение данного результата не означает, что затраты, связанные с его получением, не являются экономически оправданными. Расходы по научно-технической деятельности, давшие отрицательный результат, могут быть отнесены на убытки.